# Адміністративний поділ Анголи

Провінції Анголи

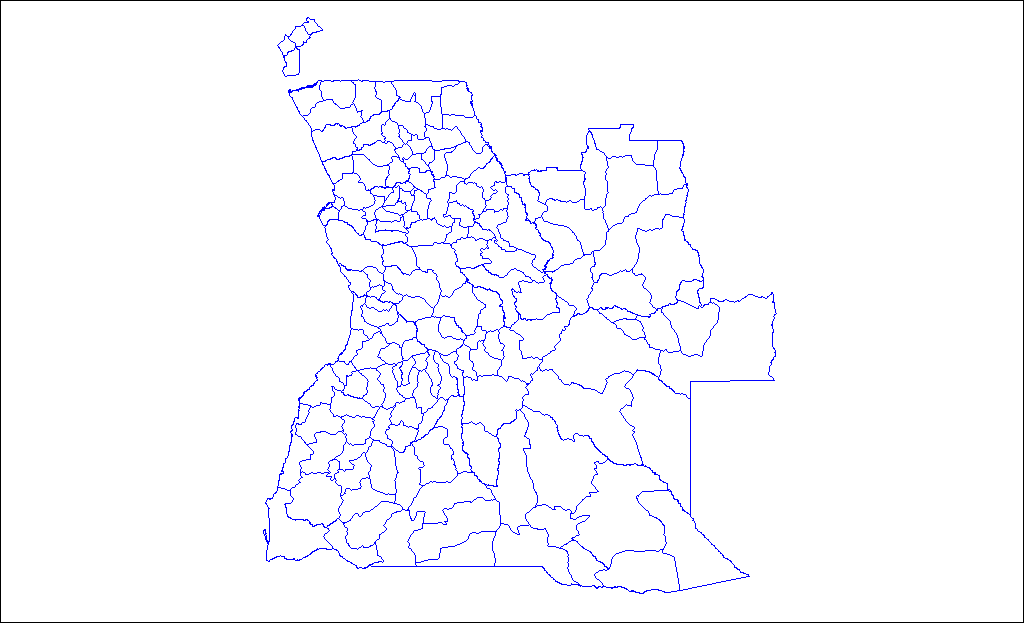
Карта муніципалітетів Анголи

В адміністративному відношенні Ангола поділяється на 18 провінцій (порт. província), включно з ексклавом Кабінда, що лежить на північ від гирла річки Конго. Які, у свою чергу, діляться на 163 муніципалітети (порт. município) і 618 комун (порт. comunas).
| Код ISO | Провінція                     | Адміністративний центр     | Муніци- палітети | Площа, тис. км² | Населення, тис. чол. | Щильність, осіб/км² | Карта |                                                 |
| ------- | ----------------------------- | -------------------------- | ---------------- | --------------- | -------------------- | ------------------- | ----- | ----------------------------------------------- |
| AO-BGO  | Бенго Bengo                   | Кашито Caxito              | 6                | 31,371 (15)     | 351,58 (18)          | 11,2 (12)           |       | [Архівовано 21 вересня 2015 у Wayback Machine.] |
| AO-BGU  | Бенгела Benguela              | Бенгела Benguela           | 9                | 31,788 (14)     | 2036,66(3)           | 64,1 (3)            |       | [Архівовано 24 квітня 2015 у Wayback Machine.]  |
| AO-BIE  | Біє Bié                       | Куїто Kuito                | 9                | 70,314 (7)      | 1338,92 (7)          | 70,3 (8)            |       | [Архівовано 2 грудня 2014 у Wayback Machine.]   |
| AO-CAB  | Кабінда Cabinda               | Кабінда Cabinda            | 4                | 7,270 (12)      | 688,29 (12)          | 94,7 (2)            |       | [Архівовано 25 червня 2015 у Wayback Machine.]  |
| AO-CCU  | Квандо-Кубанго Cuando Cubango | Менонге Menongue           | 9                | 199,049 (2)     | 510,37 (15)          | 2,6 (18)            |       |                                                 |
| AO-CNO  | Північна Кванза Cuanza Norte  | Ндалатандо N'dalatando     | 10               | 24,190 (16)     | 427,97 (17)          | 17,7 (9)            |       |                                                 |
| AO-CUS  | Південна Кванза Cuanza Sul    | Сумбе Sumbe                | 12               | 55,660 (10)     | 1793,79 (5)          | 32,2 (5)            |       |                                                 |
| AO-CNN  | Кунене Cunene                 | Онджива Ondjiva            | 6                | 89,342 (5)      | 965,29 (9)           | 10,8 (13)           |       | [Архівовано 7 жовтня 2015 у Wayback Machine.]   |
| AO-HUA  | Уамбо Huambo                  | Уамбо Huambo               | 11               | 34,274 (13)     | 1896,15 (4)          | 55,32 (4)           |       | [Архівовано 16 березня 2012 у Wayback Machine.] |
| AO-HUI  | Уїла Huíla                    | Лубанго Lubango            | 14               | 75,002 (6)      | 2354,39 (2)          | 31,4 (6)            |       | [Архівовано 22 січня 2012 у Wayback Machine.]   |
| AO-LUA  | Луанда Luanda                 | Луанда Luanda              | 7                | 2,418 (18)      | 6542,94 (1)          | 2705,9 (1)          |       |                                                 |
| AO-LNO  | Північна Лунда Lunda Norte    | Лукапа Lucapa              | 9                | 102,783 (3)     | 799,95 (10)          | 7,8 (16)            |       | [Архівовано 7 жовтня 2015 у Wayback Machine.]   |
| AO-LSU  | Південна Лунда Lunda Sul      | Сауримо Saurimo            | 4                | 45,649 (11)     | 516,07 (14)          | 11,3 (11)           |       |                                                 |
| AO-MAL  | Маланже Malanje               | Маланже Malanje            | 14               | 97,602 (4)      | 968,14 (8)           | 9,9 (14)            |       | [Архівовано 2 грудня 2014 у Wayback Machine.]   |
| AO-MOX  | Мошико Moxico                 | Луена Luena                | 9                | 223,023 (1)     | 727,59 (11)          | 3,3 (17)            |       | [Архівовано 2 грудня 2014 у Wayback Machine.]   |
| AO-NAM  | Намібе Namibe                 | Намібе Namibe              | 5                | 58,137 (9)      | 471,61 (16)          | 8,1 (15)            |       | [Архівовано 22 січня 2012 у Wayback Machine.]   |
| AO-UIG  | Уїже Uíge                     | Уїже Uíge                  | 16               | 58,698 (8)      | 1426,35 (6)          | 24,3 (7)            |       | [Архівовано 23 січня 2012 у Wayback Machine.]   |
| AO-ZAI  | Заїре Zaire                   | Мбанза-Конго M'Banza-Kongo | 6                | 40,130 (12)     | 567,23 (13)          | 14,1 (10)           |       | [Архівовано 23 січня 2012 у Wayback Machine.]   |
| AO      | 18                            |                            | 163              | 1246,700 (22)   | 24 383,30 (59)       | 19,56               |       | [Архівовано 5 серпня 2020 у Wayback Machine.]   |